# わ행
わ행이란 일본어의 오십음도에 있어서 제10번째 행이다. わ행은 가나 わ,(ゐ), (う), (ゑ), を로 구성되고, 각각의 가나는 일본어의 1음절을 가리킨다. 「う」는 あ행과 중복하기에 공란으로 하는 것이 많고 「ゐ」「ゑ」 는 현대 가나 사용법에서는 사용되지 않는 글자이기에 이것도 공란으로 하는 것이 많지만 동음의「い」「え」로 바꾸는 것도 있다.

## 음성
「わ」의 음은 자음과 모음으로 이뤄지고 두자음의 음소는 w이다. 국제음성자모에서는 연구개 접근음ɰ보다 조금만 입술을 내밀고 짧게 발음하는 음, 즉, 짧은 양순 접근음β̞, 혹은 양순연구개 접근음w에서 입술을 둥글게 취한 w̜등으로 표기된다. 간략음성기호로는 ɰ가 사용되는 것이 많지만 ɰ의 발음과는 다른 것에 주의가 필요하다. 「ゐ」「ゑ」「を」 는, 현대의 발음으로는 존재하지 않고 「い」「え」「お」 와 같은 음이다. 이 때문에 「ゐ」「ゑ」의 표기는 현대 가나 사용법에서는「い」「え」 로 통합되고, 또 「を」의 표기는 조사의 「を(을/를)」을 제외하고 「お」로 통합되고 있다. わ행의 로마자 표기는 일본식, 햅번식 둘 다 wa (i) (u) (e) (o)이다.
「わ」의 두자음은 유성음이고, 「わ」이외의 「わ행음」은 모음인 것으로 わ행의 가나에 탁점을 붙이는 탁음은 보통은 존재하지 않는다. (わ행의 가나에 탁점을 탁음의 특수예에 대해서는 ヴ의 문서를 참조. )

## 합요음
역사적 가나 표기법으로는 く 또는 ぐ를 제1자로하는 요음의 제2자로서 작게쓰기의 「ゎ」가 사용되어, 「くゎ」、「ぐゎ」로 표기하고 kβ̞a, gβ̞a 또는 ka, ga로 발음했지만, 현대 가나 사용법에서는「くゎ」는 か, 「ぐゎ」는 「が」 로 쓰여진다. 또한, 「くゎ」「ぐゎ」등의 요음을 「합요음」이라고 한다.
역사적 자음 가나 사용법(한자음을 표기하기 위해서의 가나 사용법)으로는「クヰ」「クヱ」「グヰ」「グヱ」등이 존재했다. 玄関(グヱンクヮン) 등. 하지만, 모토오리 노리나가는 에도 시대의 발음에 따라 자음 가나 표기법을 정하고 이것들의 표기를 채용하지 않았기에 현재 사용되는 것은 아니다.

## 외래어의 표기
「ウィ」「ウェ」「ウォ」는 『외래어의 표기』의 제2표에 거론되어 있고 주로 두자음의 원 철자가 w인 것(양순연구개 접근음w 등)을 표기하기 위해 사용된다. 일본어에서는 「わ」의 두자음과 모음「い」「え」「お」를 조합한 음으로 발음하는 것도 있지만, 「ウイ」「ウエ」「ウオ」로 발음하거나 w를 발음하지 않고 그렇게 발음하는 것도 많다. 「ウィスキー(ウイスキー)」(위스키), 「ウェディング(ウエディング)」(웨딩)、「サンドウィッチ(サンドイッチ)」(샌드위치), 「スウィッチ(スイッチ)」(스위치). 이 중 정착률이 높은 것은 「ウォ」이고, ウォッチ나 ウォッシュ 등「ウ」과 「オ」로 2박으로 나뉘지 않고 발음되고 있다. 한편의「ウィ」「ウェ」는 상기와 같은 것이 많지만, 최근 들어 온 말은 「ウィ」「ウェ」로 1박으로 발음되듯이 되어 오고 있다.
「ヴァ」「ヴィ」「ヴ」「ヴェ」「ヴォ」는 『외래어 표기』의 제2표에 거론되어 있고, 주로 두자음의 원 철자가 v인 것(유성 순치 마찰음v 등)을 표기하기 위해 사용된다. 일본어에서는 「ば」「び」「ぶ」「べ」「ぼ」의 음으로 발음되고 또 그렇게 발음되는 것도 많다. 「ヴァイオリン(バイオリン)」(바이올린), 「ヴィデオ(ビデオ)」(비디오).
あ행 - か행 - さ행 - た행 - な행 - は행 - ま행 - や행 - ら행 - わ행